# 拿破崙之村
《拿破崙之村》，為日本TBS電視台2015年7月19日至9月20日於周日劇場時段（21:00 - 21:54，JST）播出的電視連續劇，由唐澤壽明主演。

## 製作企劃
此劇的原案為高野誠鮮的著作《ローマ法王に米を食べさせた男 過疎の村を救ったスーパー公務員は何をしたか?》（給羅馬教皇吃米的男人 拯救人口稀少的村落的超級公務員做了些什麼事呢？），探討「限界集落」之主題。「邊緣村落」指現代化社會中的鄉村地區因人口老齡化、人口流失等問題，造成鄉村規模縮小，甚至醫院、學校等公共建設因而面臨與其他區域整併或裁撤之鄉村地區，且村內超過50%皆為65歲以上老年人口之村落。

## 劇情概要
負責2020年東京奧運等計畫的高級公務員淺井榮治（唐澤壽明 飾），自東京都廳調任至東京都西部人口稀少瀕臨廢村合併的邊緣村落「星河市神樂村」，淺井決心讓自己回歸起點，融入鄉村生活，為了讓這個小鄉村重振過去的風華時光而努力。

## 登場人物

### 主要人物
- 淺井榮治（52歲）：唐澤壽明（香港配音：潘文柏）

成功申辦2020年東京奧運有功而備受囑目的東京都廳公務員。之後調任至東京都西部瀕臨廢村的村落「星河市神樂村」。
- 岬由香里（38歲）：麻生久美子（香港配音：詹健兒）

星河市公所農林商工課課員，淺井的同事。
- 福本純也（48歲）：澤村一樹（香港配音：陳廷軒）

星河市市長，打算廢除神樂村，以節省醫療及交通預算開銷。
- 戶川真人：山本耕史（香港配音：李鎮然）

經營顧問。與淺井自幼就是好朋友，也是最了解淺井的人。
- 山田大地（39歲）：室剛（香港配音：葉振聲）

星河市公所農林商工課課長。
- 菰田孝三郎（63歲）：尾形一成（香港配音：黃子敬）

神樂村菰田神社的神主。

### 星河市公所
- 喜多文夫（63歲）：岩松了（香港配音：陳永信）

星河市公所農林商工課課員。
- 馬淵健介（33歲）：濱野謙太（香港配音：李安邦）

星河市公所農林商工課課員。
- 鈴木甘菜：水谷果穗（香港配音：何寶珊）

星河市公所農林商工課課員。
- 安藤黎：千賀由紀子（香港配音：許盈）

星河市公所農林商工課課員。
- 甲田千秋（30歲）：橋本愛實（香港配音：林元春）

星河市市長秘書。

### 神樂村
- 源治郎：星田英利（日语：星田英利）（香港配音：劉奕希）
- 牛山紋二（22歲）：永瀨匡（香港配音：林筠翔）
- 猿山園治：吉田祐希
- 鷹山空：梶原拓人
- 森山綠：浦島浩史（日语：浦島こうじ）
- 洋吉：谷隼人（日语：谷隼人）（香港配音：馮志輝）
- 阿民：茅島成美（日语：茅島成美）（香港配音：林丹鳳）
- 阿清：五月晴子（日语：五月晴子）（香港配音：蔡惠萍）

### 其他
- 岬直人（37歲）：山下健二郎（EXILE／第三代J Soul Brothers）（香港配音：張裕東）

岬由香里的弟弟。

### 每集客串角色

#### 第1集
- 井川登美子（55歲）：大谷直子（香港配音：袁淑珍）
- 井川和博（40歲）：松尾諭（香港配音：劉昭文）
- 井川理惠（42歲）：五明祐子（日语：五明祐子）
- 井川愛實：鎌田英怜奈

#### 第2集
- 橋尾裕美（橋尾ヒロミ）：山口麻友（第5、6集）
- 橋尾千惠（37歲）：菅野美穗
- 橋尾基希：林泰文（日语：林泰文）（香港配音：梁偉德）
- 橋尾佐羅（橋尾サラ）：岩本俐緒（香港配音：羅孔柔）

#### 第3集
- 東山勝己：梅澤富美男（日语：梅沢富美男）（第5集）（香港配音：張炳強）
- 坪内夏美：賀蘭千秋（日语：ホラン千秋）

#### 第4集
- 小塚楓：青山倫子（日语：青山倫子）

岬由香里的朋友，參加神樂村婚活活動的女子。
- 武藤歩：寒川綾奈（日语：寒川綾奈）

參加神樂村婚活活動的女子。以下同。
- 有森有紀：小池由（第5、6集）
- 木下緒美：一雙麻希（日语：一双麻希）
- 三輪繪里子：高嶋香帆（日语：高嶋香帆）
- 辻里美：指出瑞貴（日语：指出瑞貴）

#### 第5集
- 岩田正樹：筧利夫（日语：筧利夫）（香港配音：陳欣）

山梨縣的市公所員工。
- 岩田啓大：高村佳偉人（香港配音：黃淑芬）

正樹的兒子。
- 森田悟郎：毒蝮三太夫（香港配音：林國雄）
- 國枝雄一：大和田獏（日语：大和田獏）（第6集）（香港配音：招世亮）

#### 第6集
- 長嶺：矢柴俊博（日语：矢柴俊博）（香港配音：李錦綸）
- 櫻庭剛志：西村雅彦（第7集）（香港配音：朱子聰）

## 製作團隊
- 原作：高野誠鮮（日语：高野誠鮮）《ローマ法王に米を食べさせた男 過疎の村を救ったスーパー公務員は何をしたか?》（給羅馬教皇吃米的男人 拯救人口稀少的村落的超級公務員做了些什麼事呢？）（講談社）
- 劇本：仁志光佑
- 主題曲：〈君の鼓動は君にしか鳴らせない〉平井堅（Ariola Japan）[5]
- 製作人：高橋正尚
- 導演：岡本伸吾、平野俊一（日语：平野俊一）、塚原亞由子
- 製作出品：TBS電視台

### 經曲台詞
「在我的字典裏，沒有不可能三個字」（拿破崙名言）

## 播出日程與收視率
| 集數 | 播出日期 | 日文標題 | 中文標題                                                            | 導演       | 收視率 | 備註         |
| --- | -------- | -------- | ------------------------------------------------------------------- | ---------- | ------ | ------------ |
| 1 | 7月19日  |          | 在這個村子裡沒有不可能！ 瀕臨毀滅的限度村落，超級公務員復興奇蹟之村 | 岡本伸吾   | 12.7%  | 25分鐘加長版 |
| 2 | 7月26日  |          | 來自都市的移居家庭…獻給母親的真夏之夜的奇蹟                         | 岡本伸吾   | 7.4%   | 15分鐘加長版 |
| 3 | 8月9日   |          | 美景瀑布潭餐廳！與逝世妻子的約定…30年後的求婚                       | 塚原亞由子 | 9.1%   | 15分鐘加長版 |
| 4 | 8月16日  |          | 相親大作戰！大自然與男子的心情                                      | 岡本伸吾   | 8.5%   |              |
| 5 | 9月6日   |          | 最後的…神秘之村就在這裡！廣大的地下湖泊與沒出息的父子大冒險         | 平野俊一   | 7.9%   | 15分鐘加長版 |
| 6 | 9月13日  |          | 將要被轉賣的故鄉…最後的挑戰！全都是為了這些無可替代的人們           | 平野俊一   | 10.2%  |              |
| 7 | 9月20日  |          | 再見了，超級公務員！最後的挑戰…居然是起死回生之戰                   | 岡本伸吾   | 6.9%   |              |
| 平均收視率%（收視率由Video Research於關東地區統計）                                                               |          |          |                                                                     |            |        |              |
| 2015年8月2日因為播出《TBS60週年特別企劃 兩夜連續特別劇 紅十字女護士》（主演：松嶋菜菜子、西島秀俊），故暂停播出。 |          |          |                                                                     |            |        |              |
| 2015年8月23日、2015年8月30日因為連續兩個星期日播出《2015年世界田徑錦標賽》，故暂停播出。                          |          |          |                                                                     |            |        |              |

## 外部連結
- 周日劇場《拿破崙之村》－TBS官方網站 （页面存档备份，存于）（日語）